# Loissaari
Loissaari är en ö i Finland. Den ligger i sjön Virmajärvi och i kommunen Savitaipale i den ekonomiska regionen  Villmanstrands ekonomiska region  och landskapet Södra Karelen, i den södra delen av landet, 170 km nordost om huvudstaden Helsingfors. Öns area är 7,5 hektar och dess största längd är 500 meter i sydöst-nordvästlig riktning.